# Xerospermum noronhianum
Xerospermum noronhianum är en kinesträdsväxtart som först beskrevs av Bi., och fick sitt nu gällande namn av Carl Ludwig von Blume. Xerospermum noronhianum ingår i släktet Xerospermum och familjen kinesträdsväxter. Inga underarter finns listade i Catalogue of Life.